# Războiul Civil Chinez
Războiul Civil Chinez sau Războiul civil naționalist-comunist a avut loc între anii 1927–1936 și 1946–1950, reprezentând un conflict ideologic între Kuomintang (KMT sau Partidul Naționalist Chinez, sprijinit de Occident) și Partidul Comunist Chinez (PCC, sprijinit de URSS). Războiul a început în aprilie 1927, în timpul Expediției Nordice. În istoriografia comunistă, conflictul poartă și numele de Războiul de eliberare.
Războiul a fost purtat intermitent până la al doilea război chino-japonez, când cele două tabere opuse au format un front unit împotriva Imperiului Japonez. Invazia japoneză a Chinei răsăritene a fost o acțiune oportunistă, făcută posibilă de problemele interne ale Chinei. În cele din urmă, Japonia a capitulat în 1945, ducând la încheierea celui de-al Doilea Război Mondial, iar războiul civil chinez a reînceput în 1946. După încă patru ani de confruntări violente, armata naționalistă, decimată și cu popularitatea în declin, se retrage de pe China continentală, dar reține controlul asupra insulelor Taiwan, Penghu, Kinmen și Matsu, precum și a câtorva insule fujiene. Între timp, în China continentală, Mao Zedong proclamă Republica Populară Chineză. Din acel moment, ostilitățile au încetat, însă lipsa unui armistițiu sau a unui tratat de pace a generat controverse legate de relațiile dintre cele două state. În ziua de azi, cele două țări au legături economice strânse, deși discuții la nivel înalt între șefii de stat încă nu au avut loc. În 1991, Republica Chineză a declarat războiul ca fiind încheiat.